# バーニャ・カウダ

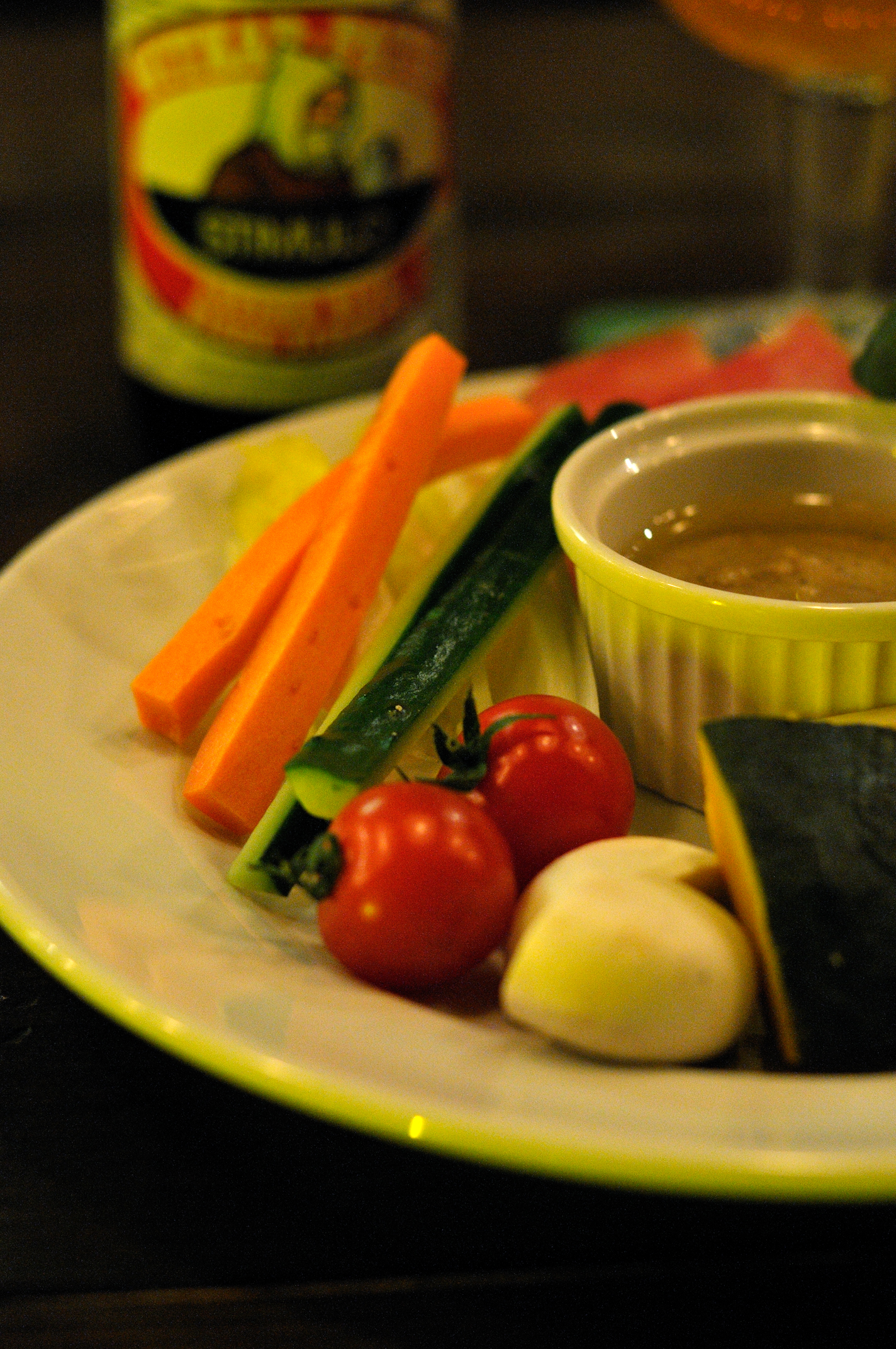
バーニャ・カウダのディップと野菜（東京都のレストラン）

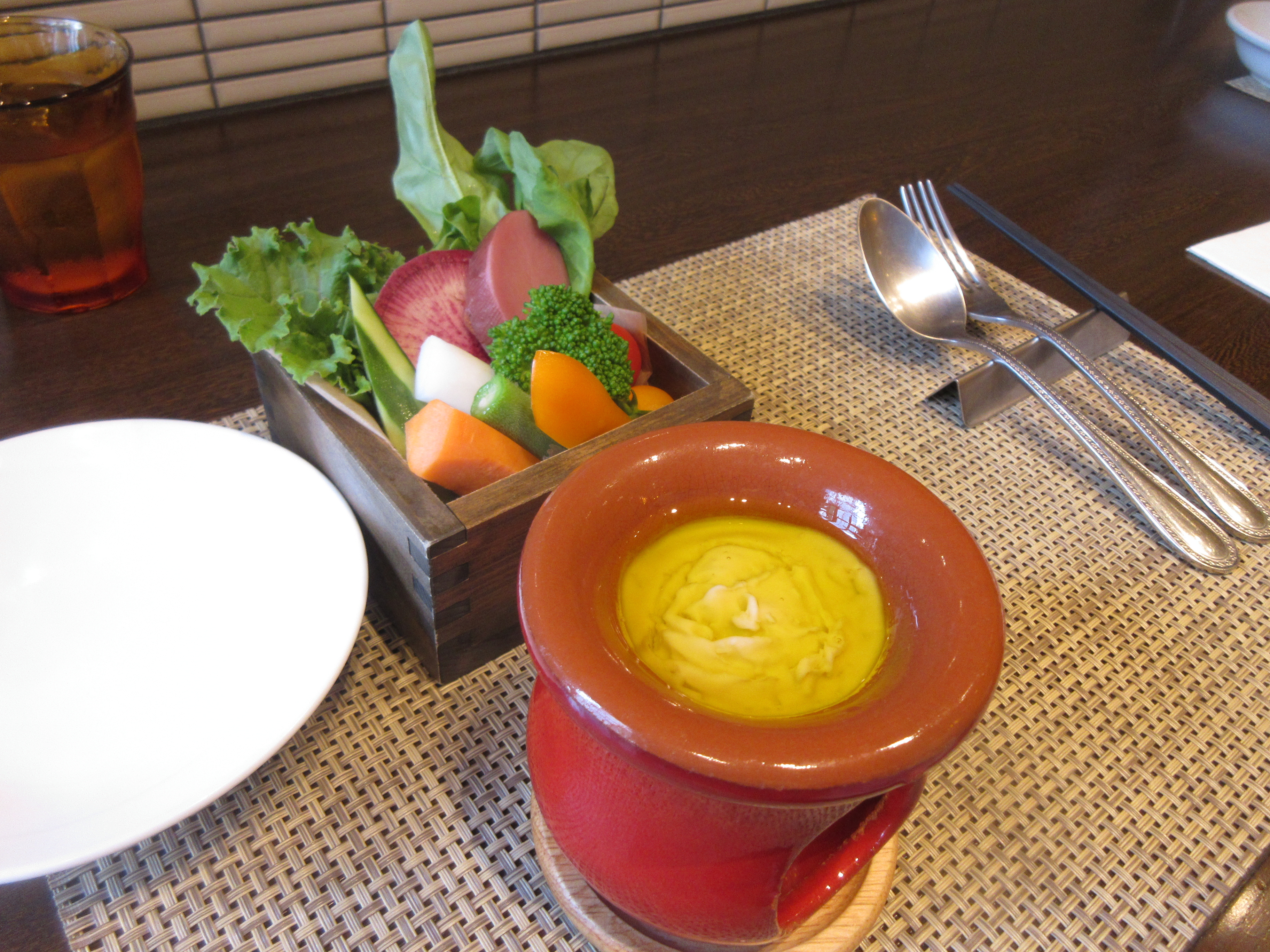
バーニャ・カウダのディップと野菜（愛知県のレストラン）

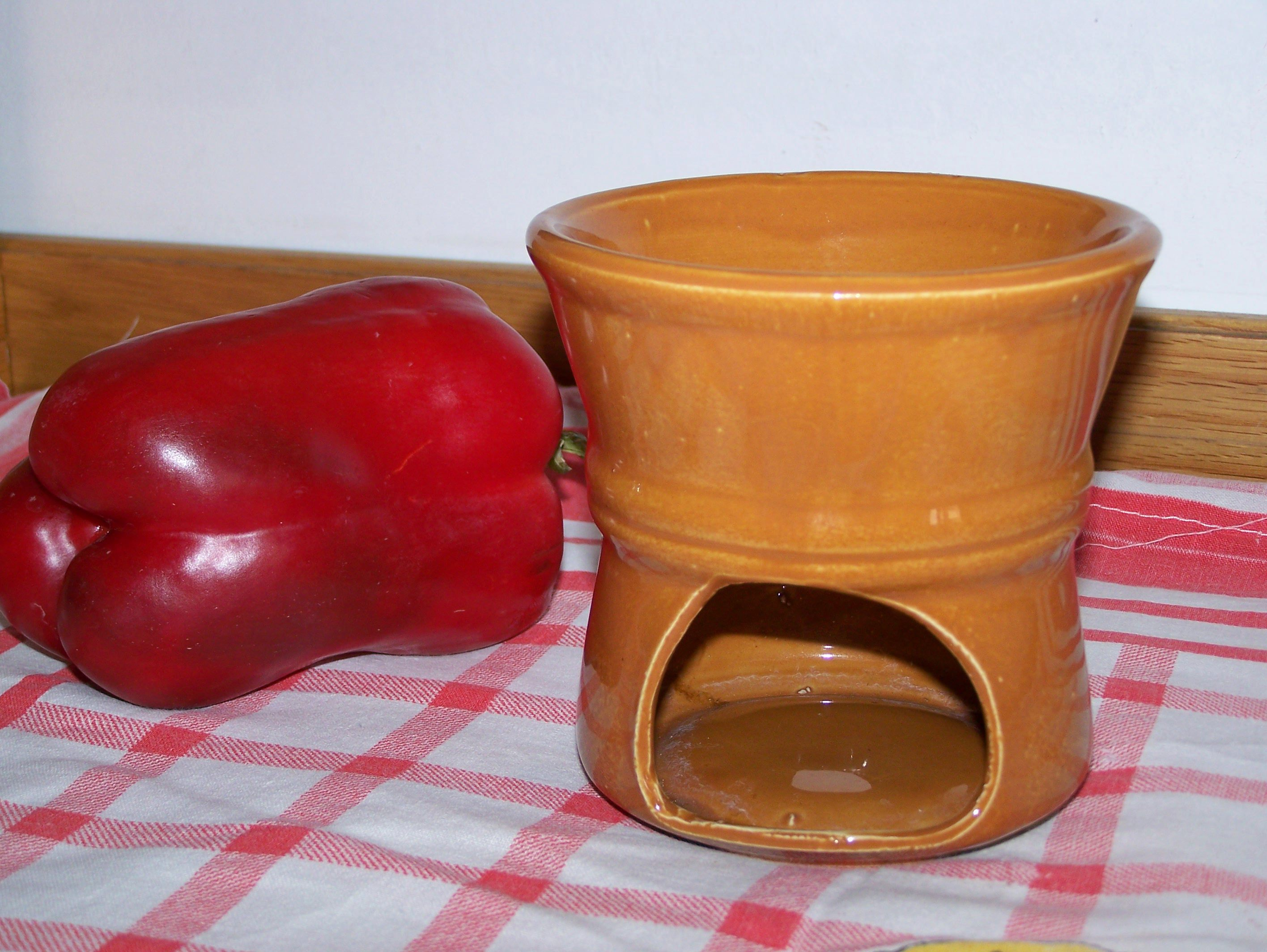
バーニャ・カウダ専用のポット。下の空洞部にろうそくや固形燃料をセットし、上部にソースを注いで熱する。

バーニャ・カウダ（ピエモンテ語：Bagna càuda）はイタリア・ピエモンテ州を代表する冬の料理である。ピエモンテ語で「バーニャ」は「ソース」、「カウダ」は「熱い」を意味する。

## 概要
テーブルの上に 「フヨット」(ピエモンテ語: Fojòt （IPA: [fʊ'jɔt]）)と呼ばれるテラコッタ製の鍋を置き、アンチョビ、火を通して柔らかくしたニンニク、オリーブ・オイルを混ぜ合わせたディップソースを温め、野菜を浸して食べる。いわゆるフォンデュに類似した料理である。
使われる野菜は、カブ、セロリ、ペペローニ（パプリカ）、ニンジン、キャベツ、ラディッキオ、カーボルフィオーレ（カリフラワー）、トピナンブール（キクイモ）などの生野菜や、下茹でしたジャガイモ、カルドン（野生のアーティチョーク）、カボチャ、ビーツなど。
通常は野菜につけて食べるが、焼いた肉、魚、茹でた肉などにもつける。ソースが残り少なくなると、最後に卵を割りいれてスクランブルエッグにして食べる。
近年、日本ではバーニャカウダの風味を取り入れたディップや合わせ調味料などが多数商品化されている。
冷たいソースを使う場合はバーニャ・フレッダ、もしくはバーニャ・フレイダ（Bagna Freida）と呼ばれる。